# Brix Schaumburg
 (octobre 2024).
Pour les articles homonymes, voir Schaumburg.
Brix Schaumburg est un acteur allemand, né en 1990 à Hattingen.
Il est le premier acteur allemand à annoncer publiquement sa transidentité.

## Biographie

### Origines et formation
Brix Schaumburg naît de sexe féminin en 1990 à Hattingen, en Rhénanie-du-Nord-Westphalie. Il grandit dans la Ruhr.
Il fait une formation d'acteur de comédie musicale à la Stage School Hamburg (de) puis à la Londres.

### Parcours télévisuel et artistique
Il est le premier candidat trans à participer, en 2018, à la version allemande (de) de l'émission télévisée Ninja Warrior.
Il joue notamment le rôle principal de Mogli dans une comédie musicale adaptée du Livre de la jungle qui fait une tournée en Europe et un rôle principal en 2020 dans une série dérivée du feuilleton télévisé allemand Au rythme de la vie (Gute Zeiten, schlechte Zeiten),.
Il est également connu comme drag queen, sous le nom de Miss Cherry La Boom.

### Vie privée
Il commence à 20 ans à prendre des hormones pour transitionner et subit à l'âge de 23 ans une mastectomie et hystérectomie,. Il est le premier acteur allemand à annoncer publiquement sa transidentité,,, en 2019.
Il est marié à une actrice de théâtre et père d'un enfant, conçu par insémination artificielle,.